# Ostrołęckie Centrum Kultury

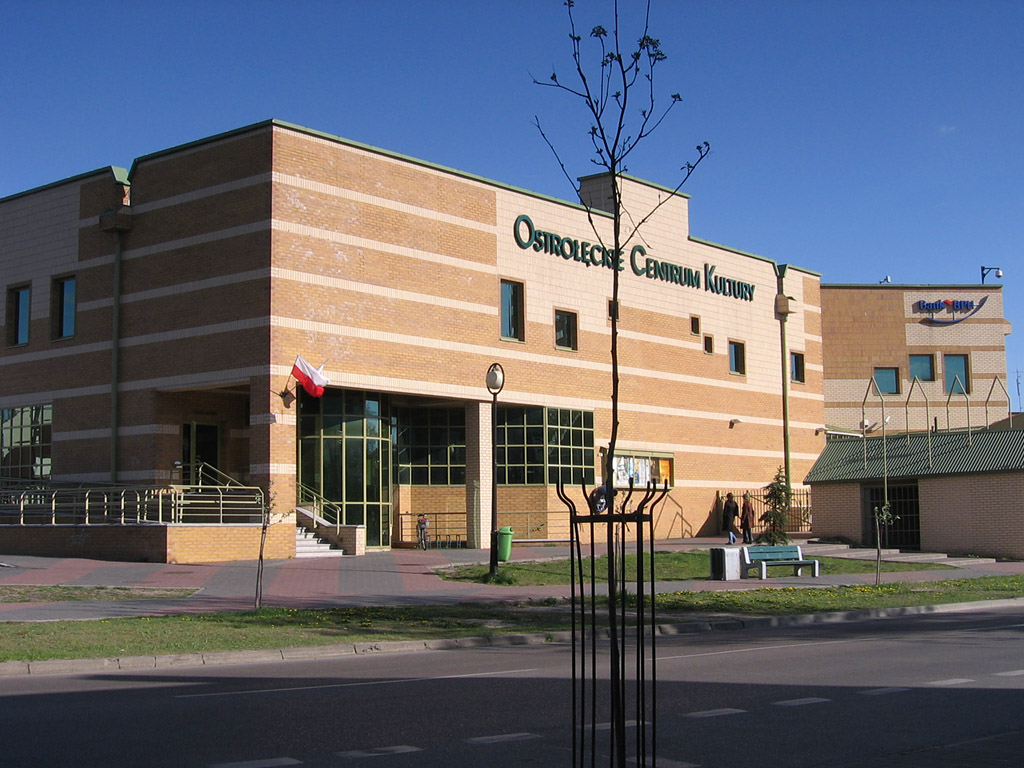
Główna Siedziba Ostrołęckiego Centrum Kultury

Ostrołęckie Centrum Kultury (OCK) – instytucja kultury Miasta Ostrołęki, powstała 1 stycznia 2001 roku.
OCK zostało powołane na mocy uchwały Nr 265/XXVI/2000 podjętej 27 października 2000 roku, na Sesji Rady Miejskiej w Ostrołęce. Uchwała miała za zadanie połączyć Ostrołęcki Ośrodek Kultury, Galerię „Ostrołęka” oraz Ostrołęcki Dom Kultury.
W siedzibie głównej OCK przy ulicy Inwalidów Wojennych 23 znajdują się:
- Dyrekcja,
- Sekretariat,
- Dział administracji,
- Księgowość,
- Towarzystwo Kulturalne BYWALCY,
- Dział Promocji, Folkloru, Tańca i Pracy Środowiskowej,
- Kino Jantar,
- Ostrołęcki Uniwersytet Trzeciego Wieku.

## Imprezy cykliczne OCK
- OKR – Ogólnopolski Konkurs Recytatorski
- KPA – Kurpiowskie Prezentacje Artystyczne
- IGŁA – Ogólnopolski Festiwal Teatrów Małych IGŁA
- OSPA – Ostrołęckie Spotkania z Piosenką Kabaretową[2]
- Filmowe Zwierciadła – Ogólnopolski Festiwal Filmów Amatorskich „Filmowe Zwierciadła”
- OTTT O Złotą Podwiązkę – Ogólnopolski Turniej Tańca Towarzyskiego „O Złotą Podwiązkę”
- Miejsce Urodzenia – Ostrołęcki Konkurs Recytatorski
- InQbator[3]
- NASTROJE WE DWOJE
- GODZINY DLA RODZINY

## Zespoły artystyczne OCK
- ZPiT KURPIE (Zespół Pieśni i Tańca Kurpie) – powstał z inicjatywy skrzypka Henryka Ćwintala w 1966 roku. Pierwsi członkowie zespołu pochodzili z terenów Puszczy Zielonej. Na występach pokazywali autentyczny folklor kurpiowski, tańcząc i śpiewając spontanicznie, jak bywało na weselach, chrzcinach, i wiejskich zabawach. Zespół nagrał płytę analogową z najciekawszymi pieśniami i przyśpiewkami z repertuaru w 1978 roku. W 1983 roku kierownictwo artystyczne objęła Danuta Deptuła, a Witold Krukowski kierownictwo muzyczne. Zmieniła się również formuła zespołu. Pojawiły się tańce i śpiewy z innych regionów Polski: lubelskiego, łowickiego i rzeszowskiego, oraz tańce narodowe. W grudniu 1993 r. kierownictwo zespołu objęło małżeństwo: Małgorzata i Jacek Wójcik, którzy poznali się, tańczyli i śpiewali w „Kurpiach” przez ponad 10 lat. Od 2003 r. kierownikiem artystycznym i organizacyjnym zespołu jest Jacek Wójcik, kierownikiem muzycznym Witold Krukowski. Członkowie Zespołu biorą udział w turniejach tańców polskich w formie towarzyskiej zdobywając najwyższe odznaczenia. Obecnie zespół liczy 80 osób[4].
- ZTL OSTROŁĘKA (Zespół Tańca Ludowego „Ostrołęka”) – zespół działa od 1984 roku, realizuje stałą wymianę artystyczną z zespołami z Finlandii, Hiszpanii i Niemiec. ZTL „Ostrołęka” posiada w swoim programie: tańca narodowe, obrazki taneczne, suity: kurpiowskie, łowicką, lubelską, śląską, rzeszowską oraz piosenki i pieśni kurpiowskie. Choreografem Zespołu jest Aleksandra Szymańska, natomiast nad kierownictwem muzycznym czuwa Joanna Niska[5].
- KTT FAN (Klub Tańca Towarzyskiego FAN) – członek Polskiego Towarzystwa Tanecznego. KTT FAN powstał w 1980 roku. Zadaniem Klubu jest popularyzacja tańca towarzyskiego oraz edukacja taneczna dzieci i młodzieży. Tancerze szkolą się pod kierunkiem Jarosława Śliwowskiego i Marka Michalkiewicza. Konsultantami są: Anna i Lech Romankiewiczowie, Małgorzata Garlicka, Wiktor Kiszka, Roman Pawelec i Marek Fiksa[6].
- ZTW DE-EM (Zespół Tańca Współczesnego DE-EM) – zespół powstał w 1996 roku, początkowo znany jako Rewia Dziecięca DOMINO. Szacuje się, że od chwili powstania, przez ZTW przewinęło się 2000 tancerzy. W ciągu 24 lat działalności zespół wystawił trzy duże spektakle taneczne: „Tajemnicza gra”, „Na krawędzi”, „Po drugiej stronie lustra”. Zespół prowadzi Małgorzata Wójcik[7].

## Klub OCZKO
Klub powstał w 1979 roku, działa pod opieką Ostrołęckiego Centrum Kultury.
Przez pierwsze lata działalności OCZKO często zmieniało swoją siedzibę, aktualnie ma swoją siedzibę przy ulicy Sikorskiego 6. W lokalu znajduje się scena z widownią mieszczącą 100 osób, sala prób i pracownia komputerowa. Klub OCZKO ma na celu rozwijanie w młodych ludziach pasji do muzyki oraz teatru. Kierownikiem Klubu OCZKO jest Aleksandra Kowalewska.
Zespoły artystyczne Klubu OCZKO:
- Ostrołęcki Chór Kameralny,
- Ostrołęcka Scena Autorska,
- Studio Piosenki,
- Dziecięcy Teatr Amatorski,
- Grupa teatralno-estradowa OUTW[9].

## Wydawnictwa
Ostrołęckie Centrum Kultury wydaje miesięczny Informator Kulturalny „Bywalec”, który można znaleźć w całym mieście. Jego nakład wynosi 3 tys. egzemplarzy.